# Coppa Davis 1996
La Coppa Davis 1996 è stata la 85ª edizione del maggiore torneo riservato alle nazionali maschili di tennis. Vi hanno partecipato 124 nazioni. Nella finale disputata dal 28 novembre al 1º dicembre al Massan Hall di Malmö in Svezia, la Francia ha battuto la Svezia. La Francia ha vinto l'8º titolo della sua storia.

## Gruppo Mondiale
| Squadre partecipanti | Squadre partecipanti | Squadre partecipanti | Squadre partecipanti |
| Austria              | Belgio               | Rep. Ceca            | Danimarca            |
| Francia              | Germania             | Ungheria             | India                |
| Italia               | Messico              | Paesi Bassi          | Russia               |
| Sudafrica            | Svezia               | Svizzera             | Stati Uniti          |
| -------------------- | -------------------- | -------------------- | -------------------- |

### Tabellone
|  | Primo turno 9–11 febbraio                 | Primo turno 9–11 febbraio | Primo turno 9–11 febbraio                 |                      |           | Quarti di finale 5–7 aprile | Quarti di finale 5–7 aprile               | Quarti di finale 5–7 aprile |   |  | Semifinali 20–22 settembre | Semifinali 20–22 settembre     | Semifinali 20–22 settembre |   |  | Finale 29 novembre - 1º dicembre | Finale 29 novembre - 1º dicembre | Finale 29 novembre - 1º dicembre |
|  |                                           |                           |                                           |                      |           |                             |                                           |                             |   |  |                            |                                |                            |   |  |                                  |                                  |                                  |
|  | Roma, Italia (Terra)                      |                           |                                           |                      |           |                             |                                           |                             |   |  |                            |                                |                            |   |  |                                  |                                  |                                  |
|  |                                           | Russia                    | 2                                         |                      |           |                             |                                           |                             |   |  |                            |                                |                            |   |  |                                  |                                  |                                  |
|  |                                           | Russia                    | 2                                         | Roma, Italia (Terra) |           |                             |                                           |                             |   |  |                            |                                |                            |   |  |                                  |                                  |                                  |
|  |                                           | Italia                    | 3                                         |                      |           |                             |                                           |                             |   |  |                            |                                |                            |   |  |                                  |                                  |                                  |
|  |                                           | Italia                    | 3                                         |                      | Italia    | 4                           |                                           |                             |   |  |                            |                                |                            |   |  |                                  |                                  |                                  |
|  | Johannesburg, Sudafrica (Cemento indoor)  |                           |                                           |                      | Italia    | 4                           |                                           |                             |   |  |                            |                                |                            |   |  |                                  |                                  |                                  |
|  |                                           |                           | Sudafrica                                 | 1                    |           |                             |                                           |                             |   |  |                            |                                |                            |   |  |                                  |                                  |                                  |
|  |                                           | Austria                   | Sudafrica                                 | 1                    | 2         |                             |                                           |                             |   |  |                            |                                |                            |   |  |                                  |                                  |                                  |
|  |                                           | Austria                   |                                           |                      | 2         |                             | Nantes, Francia (Sintetico indoor)        |                             |   |  |                            |                                |                            |   |  |                                  |                                  |                                  |
|  |                                           | Sudafrica                 | 3                                         |                      |           |                             |                                           |                             |   |  |                            |                                |                            |   |  |                                  |                                  |                                  |
|  |                                           |                           |                                           |                      |           |                             |                                           | Italia                      | 2 |  |                            |                                |                            |   |  |                                  |                                  |                                  |
|  | Ginevra, Svizzera (Terra indoor)          |                           |                                           |                      |           |                             |                                           | Italia                      | 2 |  |                            |                                |                            |   |  |                                  |                                  |                                  |
|  |                                           |                           | Francia                                   | 3                    |           |                             |                                           |                             |   |  |                            |                                |                            |   |  |                                  |                                  |                                  |
|  |                                           | Germania                  | Francia                                   | 3                    | 5         |                             |                                           |                             |   |  |                            |                                |                            |   |  |                                  |                                  |                                  |
|  |                                           | Germania                  | Limoges, Francia (Terra indoor)           |                      | 5         |                             |                                           |                             |   |  |                            |                                |                            |   |  |                                  |                                  |                                  |
|  |                                           | Svizzera                  | 0                                         |                      |           |                             |                                           |                             |   |  |                            |                                |                            |   |  |                                  |                                  |                                  |
|  |                                           | Svizzera                  | 0                                         |                      | Germania  | 0                           |                                           |                             |   |  |                            |                                |                            |   |  |                                  |                                  |                                  |
|  | Besançon, Francia (Cemento indoor)        |                           |                                           |                      | Germania  | 0                           |                                           |                             |   |  |                            |                                |                            |   |  |                                  |                                  |                                  |
|  |                                           |                           | Francia                                   | 5                    |           |                             |                                           |                             |   |  |                            |                                |                            |   |  |                                  |                                  |                                  |
|  |                                           | Francia                   | Francia                                   | 5                    | 5         |                             |                                           |                             |   |  |                            |                                |                            |   |  |                                  |                                  |                                  |
|  |                                           | Francia                   |                                           |                      | 5         |                             |                                           |                             |   |  |                            | Malmö, Svezia (Cemento indoor) |                            |   |  |                                  |                                  |                                  |
|  |                                           | Danimarca                 | 0                                         |                      |           |                             |                                           |                             |   |  |                            |                                |                            |   |  |                                  |                                  |                                  |
|  |                                           |                           |                                           |                      |           |                             |                                           |                             |   |  |                            |                                | Francia                    | 3 |  |                                  |                                  |                                  |
|  | Jaipur, India (erba)                      |                           |                                           |                      |           |                             |                                           |                             |   |  |                            |                                | Francia                    | 3 |  |                                  |                                  |                                  |
|  |                                           |                           | Svezia                                    | 2                    |           |                             |                                           |                             |   |  |                            |                                |                            |   |  |                                  |                                  |                                  |
|  |                                           | India                     | Svezia                                    | 2                    | 3         |                             |                                           |                             |   |  |                            |                                |                            |   |  |                                  |                                  |                                  |
|  |                                           | India                     | Calcutta, India (erba)                    |                      | 3         |                             |                                           |                             |   |  |                            |                                |                            |   |  |                                  |                                  |                                  |
|  |                                           | Paesi Bassi               | 2                                         |                      |           |                             |                                           |                             |   |  |                            |                                |                            |   |  |                                  |                                  |                                  |
|  |                                           | Paesi Bassi               | 2                                         |                      | India     | 0                           |                                           |                             |   |  |                            |                                |                            |   |  |                                  |                                  |                                  |
|  | Katrineholm, Svezia (Sintetico indoor)    |                           |                                           |                      | India     | 0                           |                                           |                             |   |  |                            |                                |                            |   |  |                                  |                                  |                                  |
|  |                                           |                           | Svezia                                    | 5                    |           |                             |                                           |                             |   |  |                            |                                |                            |   |  |                                  |                                  |                                  |
|  |                                           | Belgio                    | Svezia                                    | 5                    | 1         |                             |                                           |                             |   |  |                            |                                |                            |   |  |                                  |                                  |                                  |
|  |                                           | Belgio                    |                                           |                      | 1         |                             | Praga, Repubblica Ceca (Sintetico indoor) |                             |   |  |                            |                                |                            |   |  |                                  |                                  |                                  |
|  |                                           | Svezia                    | 4                                         |                      |           |                             |                                           |                             |   |  |                            |                                |                            |   |  |                                  |                                  |                                  |
|  |                                           |                           |                                           |                      |           |                             |                                           | Svezia                      | 4 |  |                            |                                |                            |   |  |                                  |                                  |                                  |
|  | Plzeň, Repubblica Ceca (Sintetico indoor) |                           |                                           |                      |           |                             |                                           | Svezia                      | 4 |  |                            |                                |                            |   |  |                                  |                                  |                                  |
|  |                                           |                           | Rep. Ceca                                 | 1                    |           |                             |                                           |                             |   |  |                            |                                |                            |   |  |                                  |                                  |                                  |
|  |                                           | Ungheria                  | Rep. Ceca                                 | 1                    | 0         |                             |                                           |                             |   |  |                            |                                |                            |   |  |                                  |                                  |                                  |
|  |                                           | Ungheria                  | Praga, Repubblica Ceca (Sintetico indoor) |                      | 0         |                             |                                           |                             |   |  |                            |                                |                            |   |  |                                  |                                  |                                  |
|  |                                           | Rep. Ceca                 | 5                                         |                      |           |                             |                                           |                             |   |  |                            |                                |                            |   |  |                                  |                                  |                                  |
|  |                                           | Rep. Ceca                 | 5                                         |                      | Rep. Ceca | 3                           |                                           |                             |   |  |                            |                                |                            |   |  |                                  |                                  |                                  |
|  | Carlsbad, Stati Uniti (Cemento)           |                           |                                           |                      | Rep. Ceca | 3                           |                                           |                             |   |  |                            |                                |                            |   |  |                                  |                                  |                                  |
|  |                                           |                           | Stati Uniti                               | 2                    |           |                             |                                           |                             |   |  |                            |                                |                            |   |  |                                  |                                  |                                  |
|  |                                           | Messico                   | Stati Uniti                               | 2                    | 0         |                             |                                           |                             |   |  |                            |                                |                            |   |  |                                  |                                  |                                  |
|  |                                           | Messico                   |                                           |                      | 0         |                             |                                           |                             |   |  |                            |                                |                            |   |  |                                  |                                  |                                  |
|  |                                           | Stati Uniti               | 5                                         |                      |           |                             |                                           |                             |   |  |                            |                                |                            |   |  |                                  |                                  |                                  |

### Finale
| Svezia 2 | Massan Hall, Malmö, Svezia 29 novembre - 1º dicembre 1996 Cemento (indoor) | Massan Hall, Malmö, Svezia 29 novembre - 1º dicembre 1996 Cemento (indoor) | Francia 3 |      |      |      |      |  |
| \| \| \| \| 1 \| 2 \| 3 \| 4 \| 5 \| \| \| - \| \| ----------------------------------------------------------- \| ---- \| ---- \| ---- \| ---- \| ---- \| \| \| 1 \| \| Stefan Edberg Cédric Pioline \| 3 6 \| 4 6 \| 3 6 \| \| \| \| \| 2 \| \| Thomas Enqvist Arnaud Boetsch \| 6 4 \| 6 3 \| 7 62 \| \| \| \| \| 3 \| \| Jonas Björkman / Nicklas Kulti Guy Forget / Guillaume Raoux \| 3 6 \| 6 1 \| 3 6 \| 3 6 \| \| \| \| 4 \| \| Thomas Enqvist Cédric Pioline \| 3 6 \| 69 7 \| 6 4 \| 6 4 \| 9 7 \| \| \| 5 \| \| Nicklas Kulti Arnaud Boetsch \| 62 7 \| 6 2 \| 6 4 \| 65 7 \| 8 10 \| \| |                                                                            |                                                                            |           |      |      |      |      |  |
| |                                                                            |                                                                            | 1         | 2    | 3    | 4    | 5    |  |
| 1 | Svezia (bandiera) · Francia (bandiera)                                     | Stefan Edberg Cédric Pioline                                               | 3 6       | 4 6  | 3 6  |      |      |  |
| 2 | Svezia (bandiera) · Francia (bandiera)                                     | Thomas Enqvist Arnaud Boetsch                                              | 6 4       | 6 3  | 7 62 |      |      |  |
| 3 | Svezia (bandiera) · Francia (bandiera)                                     | Jonas Björkman / Nicklas Kulti Guy Forget / Guillaume Raoux                | 3 6       | 6 1  | 3 6  | 3 6  |      |  |
| 4 | Svezia (bandiera) · Francia (bandiera)                                     | Thomas Enqvist Cédric Pioline                                              | 3 6       | 69 7 | 6 4  | 6 4  | 9 7  |  |
| 5 | Svezia (bandiera) · Francia (bandiera)                                     | Nicklas Kulti Arnaud Boetsch                                               | 62 7      | 6 2  | 6 4  | 65 7 | 8 10 |  |

## Turno di qualificazione al Gruppo Mondiale
Date: 20–22 settembre
| Girone                                | Squadra ospitante | Punteggio | Squadra ospite |
| ------------------------------------- | ----------------- | --------- | -------------- |
| Città del Messico, Messico (Cemento)  | Messico           | 3-2       | Argentina      |
| Spalato, Croazia (Terra)              | Croazia           | 1-4       | Australia      |
| San Paolo, Brasile (Sintetico indoor) | Brasile           | 4-1       | Austria        |
| Bucarest, Romania (Terra)             | Romania           | 3-2       | Belgio         |
| Tarragona, Spagna (Terra)             | Spagna            | 4-1       | Danimarca      |
| Mosca, Russia (Sintetico indoor)      | Russia            | 4-1       | Ungheria       |
| Olten, Svizzera (Sintetico indoor)    | Svizzera          | 5-0       | Marocco        |
| Haarlem, Paesi Bassi (Cemento)        | Paesi Bassi       | 4-1       | Nuova Zelanda  |

- Australia, Brasile, Romania e Spagna promosse al Gruppo Mondiale della Coppa Davis 1997.
- Messico, Paesi Bassi, Russia e Svizzera rimangono nel Gruppo Mondiale della Coppa Davis 1997.
- Argentina (AMN), Croazia (EA), Marocco (EA) e Nuova Zelanda (AO) rimangono nel Gruppo I della Coppa Davis 1997.
- Austria (EA), Belgio (EA), Danimarca (EA) ed Ungheria (EA) retrocessa nel Gruppo I della Coppa Davis 1997.

## Zona Americana

### Gruppo I
Squadre partecipanti
- Argentina — promossa al Turno di qualificazione al Gruppo Mondiale
- Bahamas
- Brasile — promossa al Turno di qualificazione al Gruppo Mondiale
- Canada
- Cile
- Perù — retrocessa nel Gruppo II della Coppa Davis 1997
- Venezuela

### Gruppo II
Squadre partecipanti
- Barbados — retrocessa nel Gruppo III della Coppa Davis 1997
- Colombia
- Cuba
- Ecuador — promossa al Gruppo I della Coppa Davis 1997
- Guatemala — retrocessa nel Gruppo III della Coppa Davis 1997
- Paraguay
- Porto Rico
- Uruguay

### Gruppo III
Squadre partecipanti
- Antigua e Barbuda
- Bermuda
- Bolivia
- Caraibi dell'Est
- Costa Rica
- El Salvador — promossa al Gruppo II della Coppa Davis 1997
- Giamaica
- Haiti — promossa al Gruppo II della Coppa Davis 1997
- Panama
- Rep. Dominicana
- Trinidad e Tobago

## Zona Asia/Oceania

### Gruppo I
Squadre partecipanti
- Australia — promossa al Turno di qualificazione al Gruppo Mondiale
- Cina
- Corea del Sud
- Filippine
- Giappone
- Indonesia
- Nuova Zelanda — promossa al Turno di qualificazione al Gruppo Mondiale
- Taipei cinese — retrocessa nel Gruppo II della Coppa Davis 1997

### Gruppo II
Squadre partecipanti
- Arabia Saudita
- Bahrein — retrocessa nel Gruppo III della Coppa Davis 1997
- Hong Kong
- Iran
- Pakistan
- Sri Lanka — retrocessa nel Gruppo III della Coppa Davis 1997
- Thailandia
- Uzbekistan — promossa al Gruppo I della Coppa Davis 1997

### Gruppo III
Squadre partecipanti
- Bangladesh
- Brunei
- Emirati Arabi Uniti
- Giordania
- Kazakistan
- Kuwait
- Libano — promossa al Gruppo II della Coppa Davis 1997
- Malaysia
- Oceania Pacifica
- Oman
- Qatar
- Singapore — promossa al Gruppo II della Coppa Davis 1997
- Siria

## Zona Euro-Africana

### Gruppo I
Squadre partecipanti
- Croazia — promossa al Turno di qualificazione al Gruppo Mondiale
- Finlandia — retrocessa nel Gruppo II della Coppa Davis 1997
- Israele
- Marocco — promossa al Turno di qualificazione al Gruppo Mondiale
- Norvegia — retrocessa nel Gruppo II della Coppa Davis 1997
- Romania — promossa al Turno di qualificazione al Gruppo Mondiale
- Spagna — promossa al Turno di qualificazione al Gruppo Mondiale
- Ucraina
- Zimbabwe

### Gruppo II
Squadre partecipanti
- Algeria — retrocessa nel Gruppo III della Coppa Davis 1997
- Bielorussia
- Costa d'Avorio
- Egitto
- Ghana
- Jugoslavia
- Lettonia
- Lussemburgo — retrocessa nel Gruppo III della Coppa Davis 1997
- Macedonia — retrocessa nel Gruppo III della Coppa Davis 1997
- Malta — retrocessa nel Gruppo III della Coppa Davis 1997
- Nigeria
- Polonia
- Portogallo
- Regno Unito — promossa al Gruppo I della Coppa Davis 1997
- Slovacchia — promossa al Gruppo I della Coppa Davis 1997
- Slovenia

### Gruppo III

#### Girone A
Squadre partecipanti
- Botswana
- Bulgaria
- Camerun
- Cipro
- Estonia
- Gibuti
- Grecia — promossa al Gruppo II della Coppa Davis 1997
- Irlanda — promossa al Gruppo II della Coppa Davis 1997
- Kenya
- Moldavia
- Monaco
- Rep. del Congo
- Togo
- Zambia

#### Girone B
Squadre partecipanti
- Armenia
- Azerbaigian
- Benin
- Bosnia ed Erzegovina
- Etiopia
- Georgia — promossa al Gruppo II della Coppa Davis 1997
- Islanda
- Liechtenstein
- Lituania — promossa al Gruppo II della Coppa Davis 1997
- San Marino
- Senegal
- Sudan
- Tunisia
- Turchia